# Klaus Sulzenbacher
Klaus Sulzenbacher (Kitzbühel, Àustria 1965) és un esquiador nòrdic austríac, ja retirat, especialista en combinada nòrdica.

## Biografia
Va néxier el 3 de febrer de 1965 a la ciutat de Kitzbühel, població situada a l'estat del Tirol.

## Carrera esportiva
Va participar en els Jocs Olímpics d'Hivern de 1984 realitzats a Sarajevo (Iugoslàvia), on finalitzà novè en la prova individual de combinada nòrdica. En els Jocs Olímpics d'Hivern de 1988 realitzats a Calgary (Canadà) aconseguí guanyar la medalla de plata en la prova individual i la medalla de bronze en la prova per equips. Va particfipar en els Jocs Olímpics d'Hivern de 1992 realitzats a Albertville (França), on va aconseguir la medalla de bronze en les dues proves disputades, al prova individual i la prova per equips.
Entre 1983 i 1991 aconseguí guanyar 14 competicions de la Copa del Món de l'especialitat, esdevenint campió de la Copa del Món en dues ocasions. Al llarg de la seva carrera aconseguí guanyar dues medalles en el Campionat del Món d'esquí nòrdic, la medalla d'or en la prova de relleus 3x10 km i la medalla de plata en la prova individual.